# Lac du Délaissé
Le lac du Délaissé est un marais de la rivière Montmorency, à la frontière entre les villes de Québec (arrondissement de Beauport) et de Boischatel. 

## Géographie
Le lac constitue un élargissement de la rivière Montmorency, du côté ouest, à moins de 3 kilomètres en amont de la chute Montmorency.

## Histoire

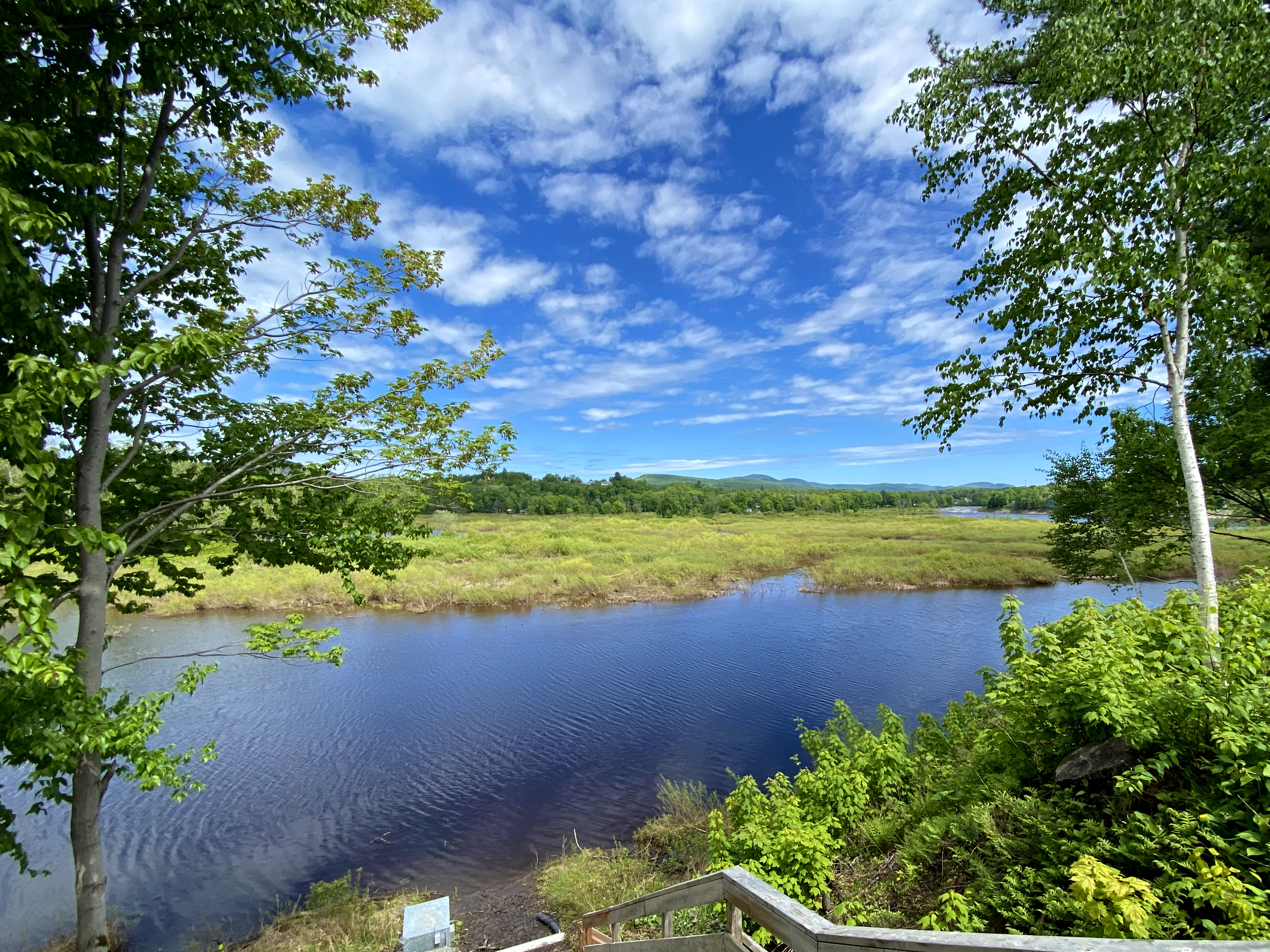
Lac du Délaissé

Durant le siège de Québec de 1759, le lac représente un point faible dans la défense française puisque les Britanniques peuvent le traverser à gué. Trois postes de garde protégés par des retranchements de campagne sont installés par Louis Legardeur de Repentigny. À trois reprises durant l'été, les Français y repoussent les envahisseurs : 26-27 juillet, 31 juillet et 10 août.
En 1903, l'ingénieur Edward A. Evans, gérant général de la Compagnie de chemin de fer, d’éclairage et de force motrice de Québec, fait l'acquisition des terres autour du lac et fonde le Camp Fish & Game Club. Un chalet est construit pour pratiquer la pêche sportive. Cependant, le flottage du bois sur la rivière Montmorency rend l'activité difficile. En 1909, la compagnie Montmorency Lumber installe un grand moulin dédié à l'écorçage au sud-est du lac (46° 54′ 13″ N, 71° 10′ 17″ O
). Nommée Montmills, l'usine est en activité jusqu'en 1947. Une tourelle et une butte, formée des restes d'écorce, sont situés à l'ancien emplacement de l'usine.

## Attraits
Le centre de plein air de Beauport ceint le lac sur les côtés sud et ouest. Le site accueille le Groupe d'éducation et d'écosurveillance de l'eau. On y trouve une mise à l'eau pour les embarcations nautiques.